# Carl August Lebschée

Carl August Lebschée

Carl August Lebschée (* 27. Juli 1800 in Schmiegel bei Posen; † 13. Juni 1877 in München) war ein deutscher Maler und Zeichner der Romantik.

## Leben
Lebschée kam als Siebenjähriger mit seiner ursprünglich elsässischen Familie nach Bayern. Der schon als Kind talentierte Zeichner konnte dort mit einem Stipendium des bayerischen Königs ab seinem 14. Lebensjahr die Münchner Kunstakademie besuchen. Zu seinen Lehrern zählten Wilhelm von Kobell, Max Josef Wagenbauer, Johann Georg von Dillis und Carl Ernst Christoph Heß. Mit 25 Jahren wurde er freier Maler, Zeichner und Illustrator. 
Sein künstlerischer Schwerpunkt lag vor allem in der naturgetreuen Abbildung von Landschaften und Gebäuden. Eines seiner Lieblingsmotive waren alte Burgen. Er war vor allem in Altbayern und Oberfranken tätig. Im Auftrag des Historischen Vereins von Oberbayern fertigte er vom Sommer 1866 bis Herbst 1871 Aquarelle der Fresken Hans Donauers d. Ä. im Antiquarium der Münchner Residenz.
Lebschée blieb zeit seines Lebens unverheiratet. Er hatte immer mit finanziellen Problemen zu kämpfen. In den letzten Jahren seines Lebens konnte er zudem kaum noch sehen.

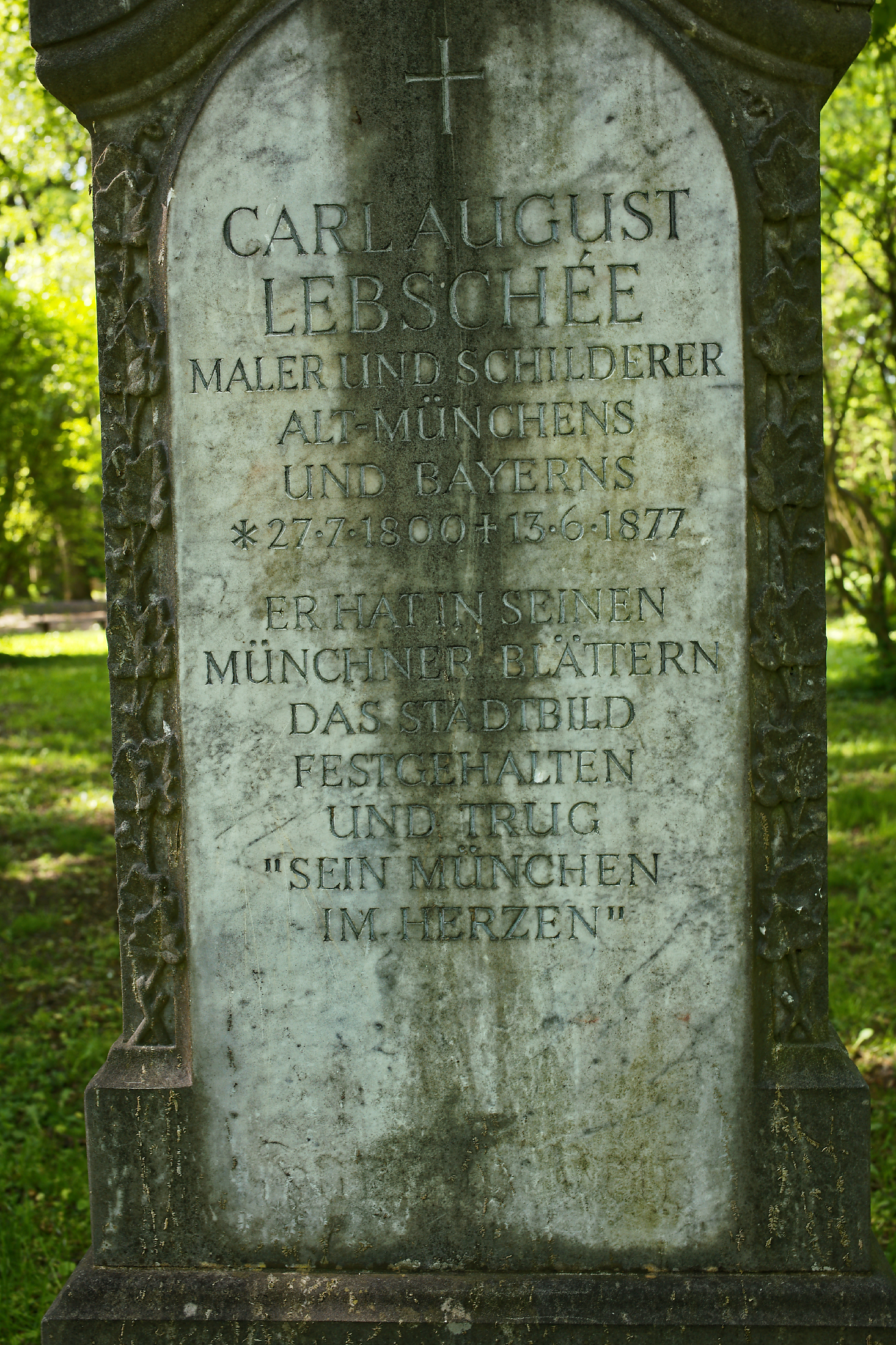
Grabstein von Lebschée auf dem Alten Nördlichen Friedhof in München

## Grabstätte
Die Grabstätte von Lebschée befindet sich auf dem Alten Nördlichen Friedhof.

## Werke (Beispiele)

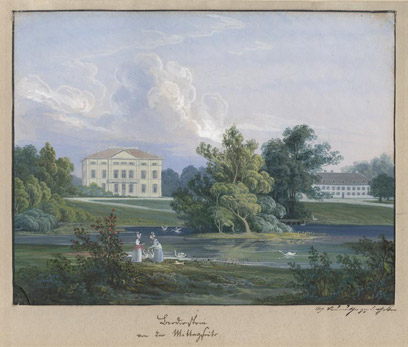
Neues und altes Schloss Biederstein um 1830, Aquatinta
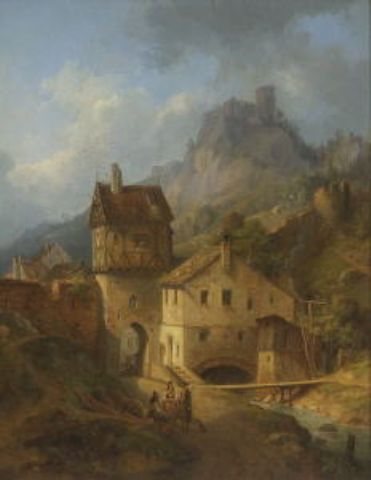
Das obere Tor in Riedenburg, 1845
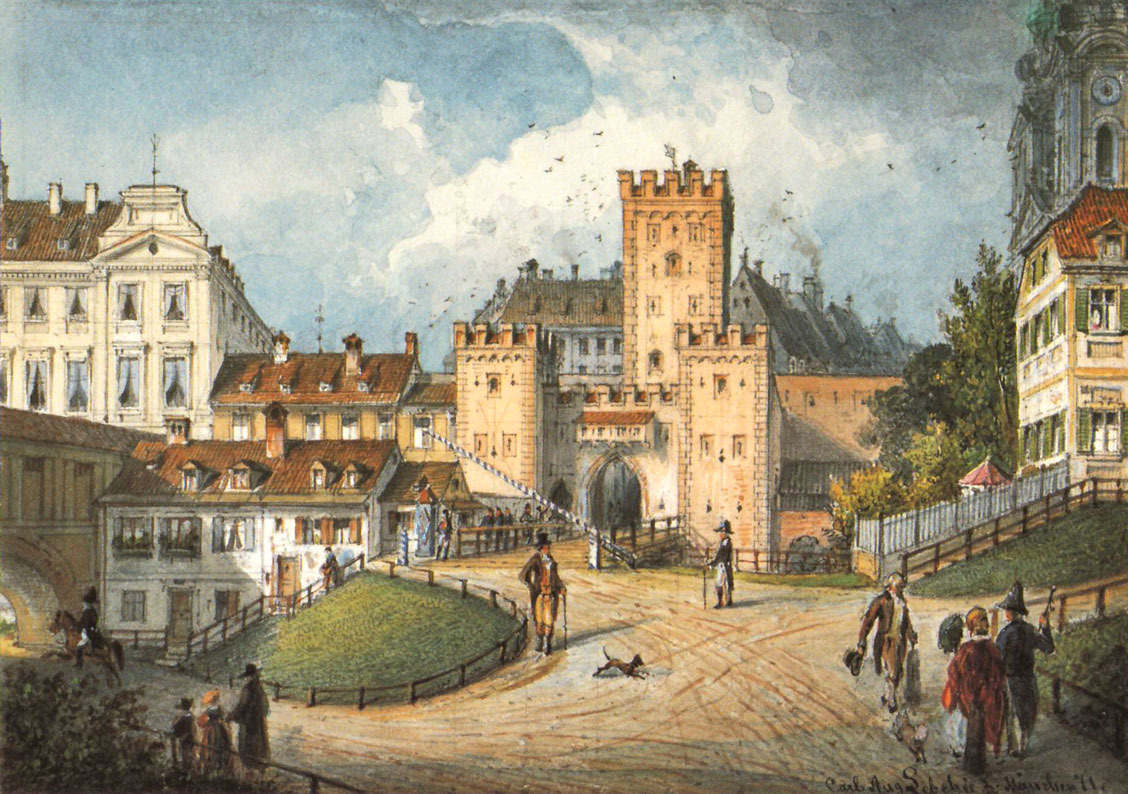
Schwabinger Tor in München, 1850
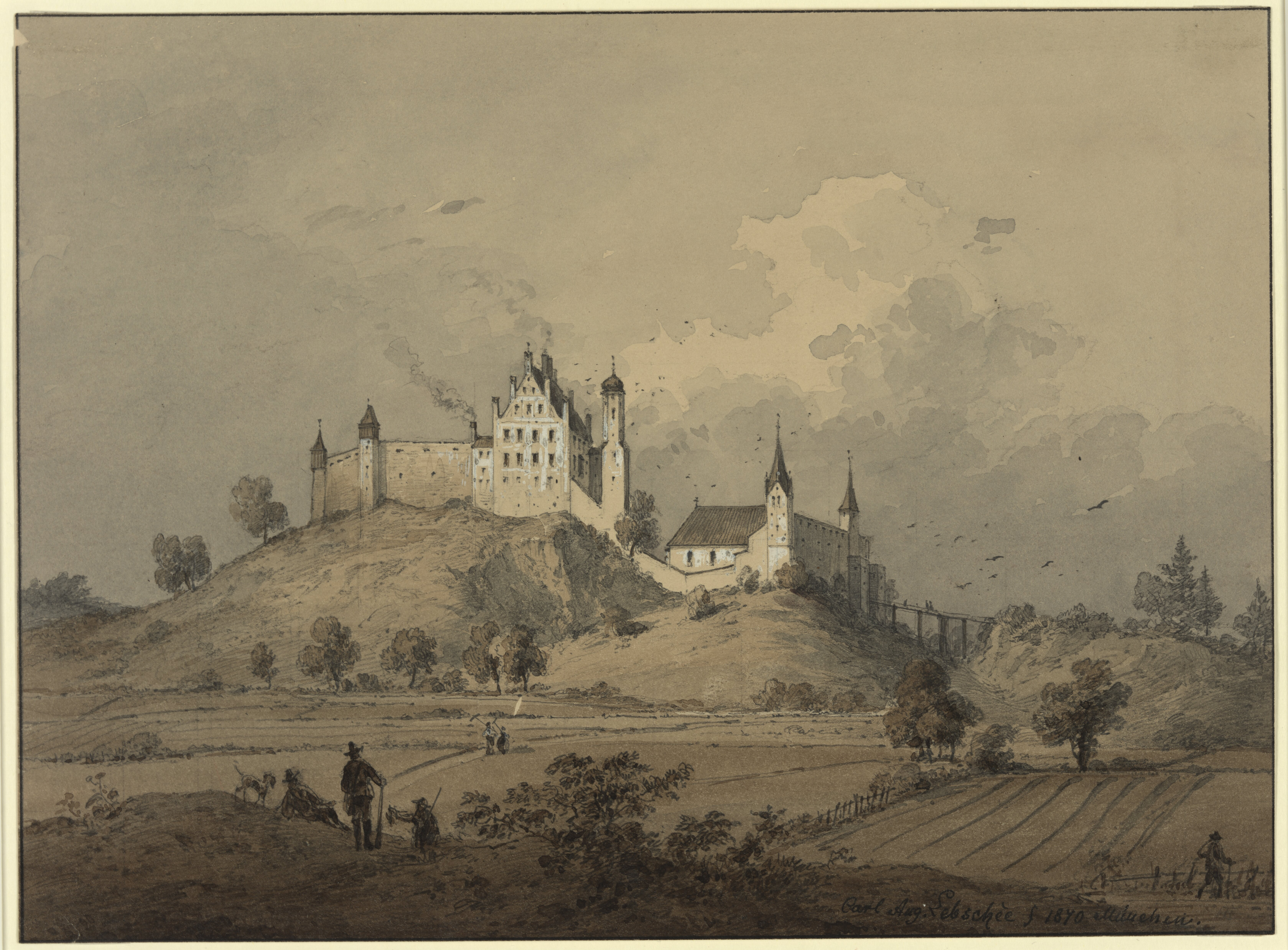
Teisbach um 1600, 1870